# Johan Ludvig Heiberg (poeta)
Johan Ludvig Heiberg (Copenaghen, 14 dicembre 1791 – Ringsted, 25 agosto 1860) è stato un poeta danese.

## Biografia
Figlio di Thomasine Gyllembourg e Peter Andreas Heiberg, fu prolifico autore di vaudevilles, di drammi romantici e direttore del Teatro di Copenaghen dal 1849 al 1856, oltreché saggista di letteratura classica europea e profondo sostenitore del movimento artistico denominato Biedermeier.
Non aderì alle correnti drammaturgiche moderne, capitanate da quelle ibseniane e di Bjornson.
Marito di una rinomata attrice e drammaturga, Johanne Luise, insegnò a lungo a Kiel e poi a Berlino, dove strinse rapporti con Hegel.